# Ciocârlești
Ciocârlești – wieś w Rumunii, w okręgu Jassy, w gminie Scânteia. W 2011 roku liczyła 301 mieszkańców.